# Улица Маршала Тухачевского (Москва)
Улица Ма́ршала Тухаче́вского — улица на западе Москвы в районе Хорошёво-Мнёвники Северо-Западного административного округа, находится между улицей Демьяна Бедного и Живописной улицей.

## Происхождение названия
Названа в 1963 году в память о Михаиле Николаевиче Тухачевском (1893—1937), Маршале Советского Союза. В Гражданскую войну командовал армиями и фронтами, в 1921 году участвовал в подавлении Кронштадтского восстания, командовал подавлением крестьянского восстания в Тамбовской и Воронежской губерниях, был начальником штаба РККА и занимал ряд других ответственных постов. Репрессирован, реабилитирован посмертно.

## Описание

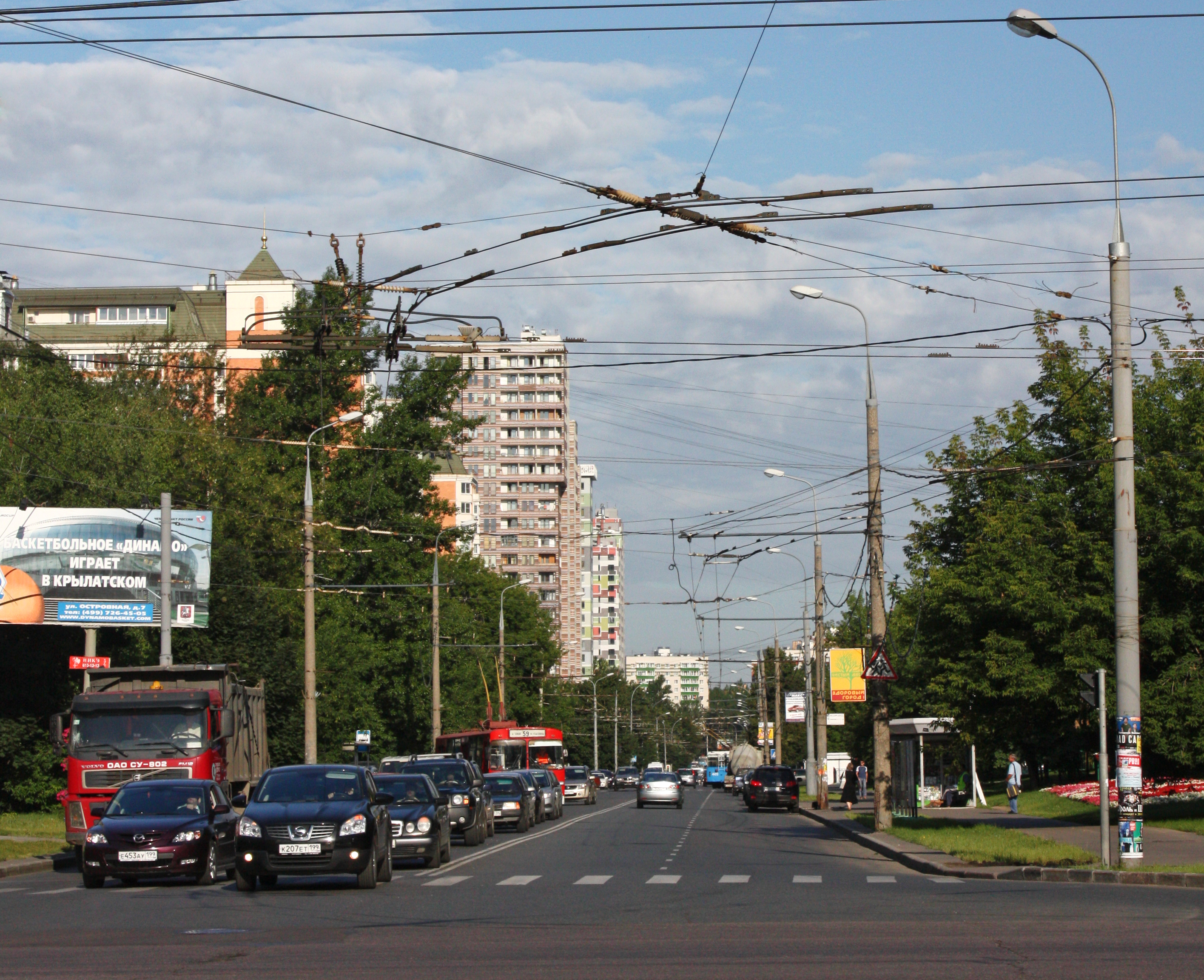
Вид от перекрёстка с улицей Народного Ополчения на запад (до реконструкции).

Улица Маршала Тухачевского проходит от улицы Демьяна Бедного на запад, пересекая улицу Народного Ополчения, бульвар Генерала Карбышева и улицу Генерала Глаголева, поворачивает на юго-запад и заканчивается на Живописной улице. После реконструкции 2015 года не имеет сквозного проезда на пересечении с улицей Народного Ополчения.

## Транспорт
- Автобусы 60, 155, 253, т35, т59

## Примечательные здания и сооружения
По нечётной стороне:
- № 25 — Хорошёвский районный суд;

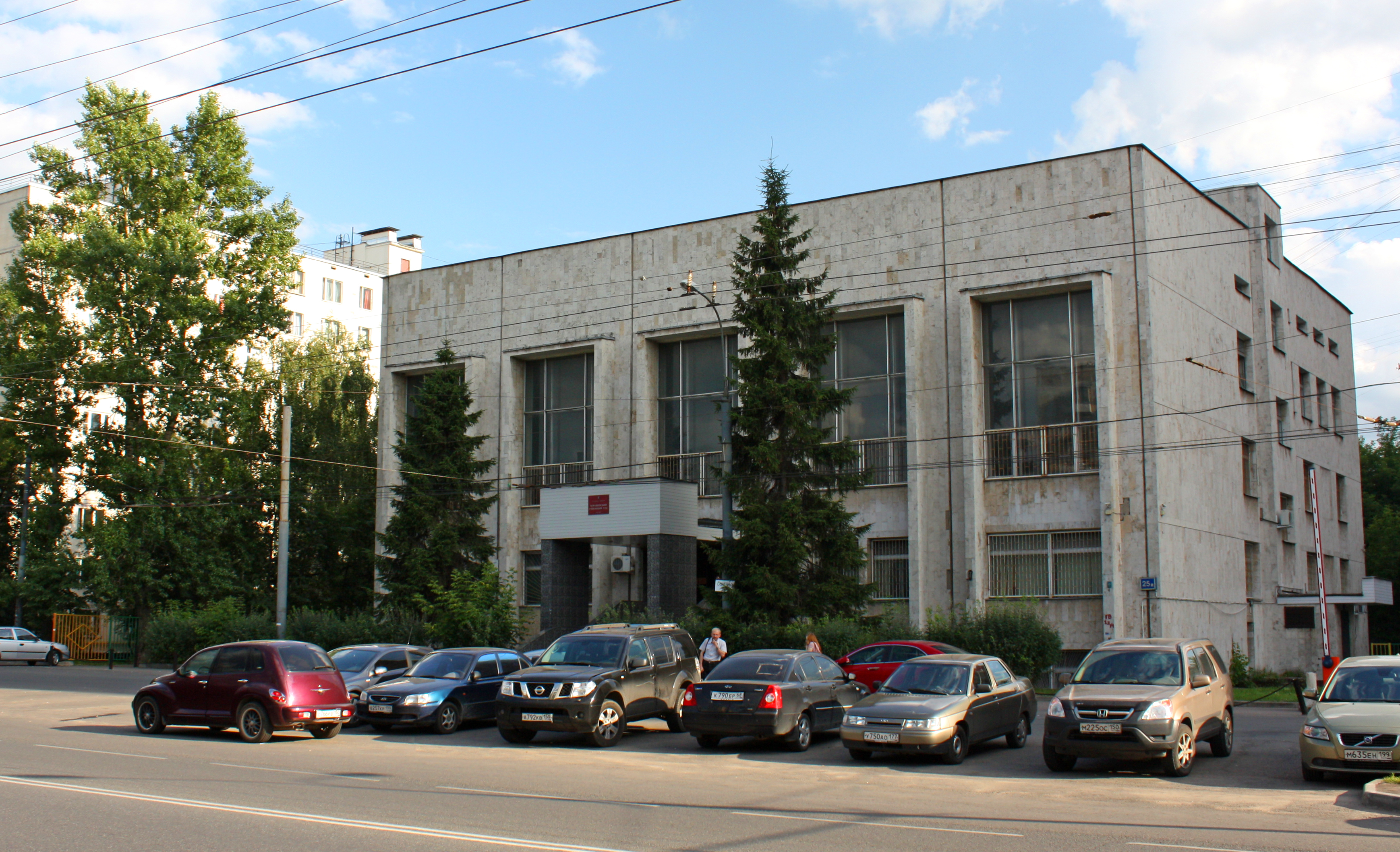
№ 25, корпус 1. Хорошёвский районный суд.

- № 39, корп. 2 — детский сад № 67 (для детей с нарушением опорно-двигательного аппарата и ДЦП);
- № 43 — Северо-Западное окружное управление образования;
- № 43, корп. 2 — детский сад № 67 (для детей с нарушением опорно-двигательного аппарата и ДЦП);
- № 45, корп. 2 — детский сад № 1624;
- № 61, корп. 2 — детский сад № 564.

По чётной стороне:

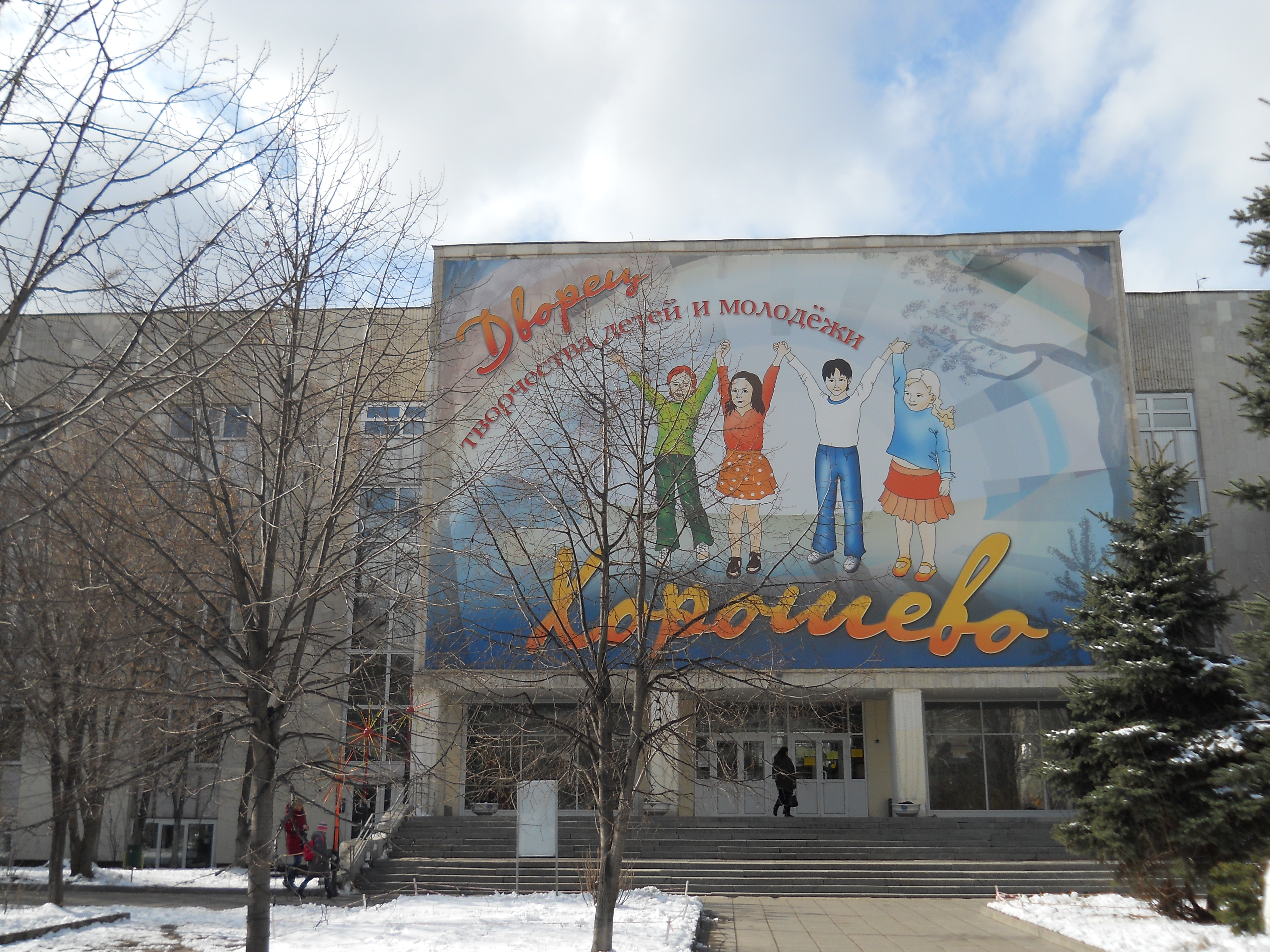
№ 20, корпус 1. Дворец творчества детей и молодёжи «Хорошёво».

- № 20 — редакции районных газет «Строгинские вести», «Покровские новости», «Октябрьское Поле и весь Северо-Запад», «Южное Тушино», «Митинский курьер», «Будни Сокольников», «Митинская панорама», «Районная мозаика», «Красное село», «Районный масштаб», «Куркино», «Наше Бескудниково», «Строгинский курьер», «Вестник Северного Тушина»; в 1990-е годы здесь располагался офис «Корпорации тяжёлого рока» (КТР);
- № 20, корп. 1 — Дворец творчества детей и молодёжи «Хорошёво»;
- № 26, корп. 2 — жилой дом. Здесь жил литературовед и писатель Александр Чудаков[1].
- № 28, корп. 1 — библиотека № 54 СЗАО;
- № 32, корп. 2 — фитнес-клуб «Улица»;
- № 32А — Всероссийский научно-исследовательский геологический институт им. А. П. Карпинского, московский филиал;
- № 46 — Московский кадетский корпус юстиции (кадетская школа-интернат № 8);
- № 56, корп. 2 — поликлиника № 9 Министерства обороны РФ:
- № 58, корп. 2 — Школа 1517